# Detlef Wilde
Detlef Wilde (* 21. Januar 1961) ist ein deutscher ehemaliger Fußballspieler. Er spielte für die Betriebssportgemeinschaft (BSG) Sachsenring Zwickau zwischen 1980 und 1982 in der DDR-Oberliga, der höchsten Liga im DDR-Fußball. Von 1977 bis 1983 vertrat er die BSG Sachsenring auch in der Nachwuchsoberliga.

## Sportliche Laufbahn
Als 17-Jähriger meldete sich Detlef Wilde bei der Nachwuchsabteilung der BSG Sachsenring an. Die ersten Spiele im Männerbereich absolvierte er ab 1978 in der Nachwuchsoberliga-Mannschaft. Dort war er ständig vertreten bis 1983. Mit Ausnahme der Saison 1982/83 wurde er stets als Stürmer eingesetzt und war immer als Torschütze erfolgreich. 1982/83 spielte hauptsächlich als Verteidiger und konnte keine Tore mehr erzielen. 
In der Spielzeit 1980/81 kam Wilde zu seinen ersten beiden Oberligaeinsätzen. Dabei war er nur Einwechselspieler und kam am 20. Spieltag in der 84. und am 21. Spieltag in der 68. Minute in die Mannschaft. Für die Saison 1981/82 wurde er zum ersten Mal offiziell für die Oberligamannschaft gemeldet. Von Trainer Gerald Kunstmann wurde er in elf Spielen eingesetzt. Nach zwei Versuchen als Stürmer in der Hinrunde ließ er ihn neun Spielen hintereinander als Verteidiger spielen. 1982/83 war für Detlef Wilde bereits die letzte Oberligasaison. Während er in der Nachwuchsoberliga noch zu 14 Einsätzen kam, wurde er in der Oberliga nur noch am 7. Spieltag wieder als Abwehrspieler aufgeboten. Da die BSG Sachsenring nach dieser Saison aus der Oberliga absteigen musste und für die 1. Mannschaft keine Verwendung für Wilde vorhanden war, spielte er in den nächsten Jahre mit der 2. Mannschaft (Nachfolgerin der Nachwuchsmannschaft) in der drittklassigen Bezirksliga.
Zur Saison 1986/87 meldete der Oberligist BSG Wismut Aue Detlef Wilde als Neuzugang von Sachsenring Zwickau. Wilde spielte jedoch für Aue (Sachsen) nie in der Oberliga, für die 2. Mannschaft bestritt er 1986 das Erstrundenspiel im DDR-Fußball-Pokal. Im Heimspiel gegen den DDR-Ligisten Chemie Halle, das der Bezirksligist erst nach Elfmeterschießen verlor, spielte Wilde als Verteidiger. Nach dieser Spielzeit wechselte Wilde zum Bezirksligisten Motor Werdau und kehrte nicht mehr in den höherklassigen Fußball zurück. 